# Mordella nigroguttata
Mordella nigroguttata là một loài bọ cánh cứng trong họ Mordellidae. Loài này được Fairmaire miêu tả khoa học năm 1899.